# Насыбуллин, Эдуард Альбертович
Эдуард Альбертович Насыбуллин (род. 18 февраля 1996, Казань) — российский хоккеист, защитник.

## Биография
Мать занималась велосипедным спортом, отец Альберт Насыбуллин провёл два матча за ФК «Рубин» Казань в 1994 году во второй лиге.
Воспитанник «Ак Барса». В сезонах 2012/13 — 2013/14, 2015/16 — 2016/17 играл за команду МХЛ-Б и МХЛ «Ирбис», в сезонах 2013/14, 2015/16, 2017/18 — 2018/19 играл за «Барс» в МХЛ и ВХЛ. В сезоне 2014/15 выступал за команду «Римуски Осеаник», с которой стал победителем QMJHL. Играл за «ОРДЖИ» (Китай, ВХЛ, 2019/20), «Неман» Гродно (чемпионат Белоруссии, 2020/21), «Буран» и «АКМ» (оба — ВХЛ, 2021/22), «Феникс» Казань (ВХЛ-Б, 2022/23), «Челны» (ВХЛ, с 2023/24).
Серебряный призёр хоккейного турнира зимних юношеских Олимпийских игр 2012.